# 本費河 (埃德河支流)
50°59′23.1″N 8°15′22.3″E / 50.989750°N 8.256194°E

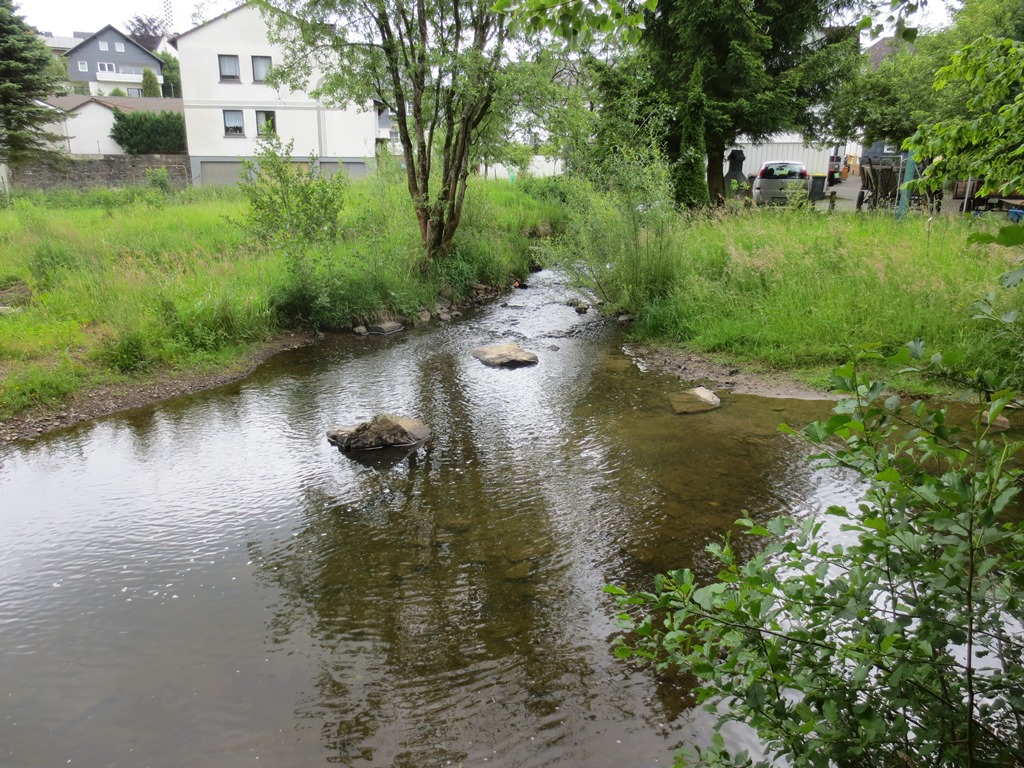
本費河（埃德河支流）

本費河（德語：Benfe），是德國的河流，位於該國西部，處於北萊茵-威斯特法倫州，該河流屬於埃德河的右支流，河道全長11.2公里，流域面積19.5平方公里。

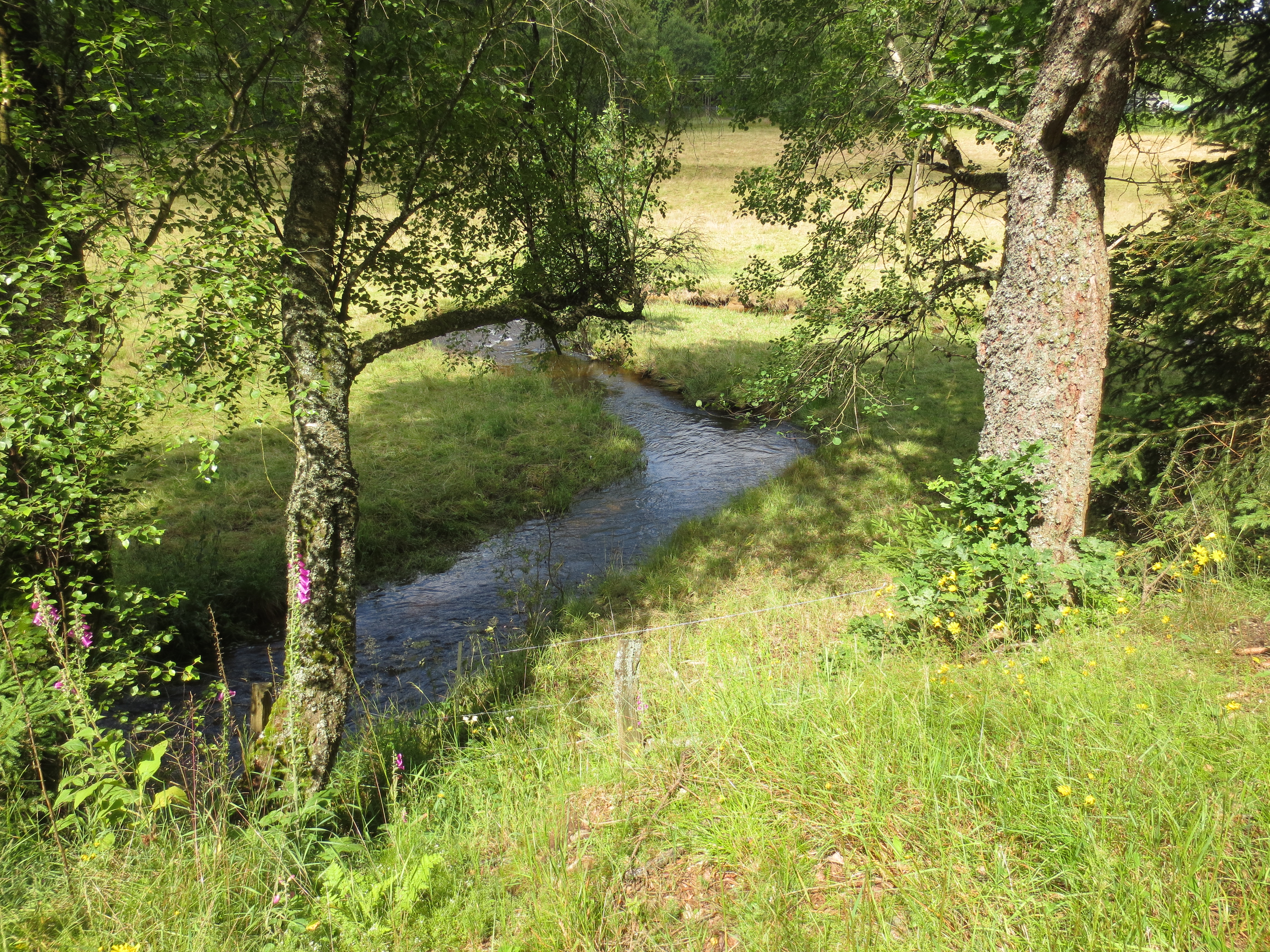
河景（2）
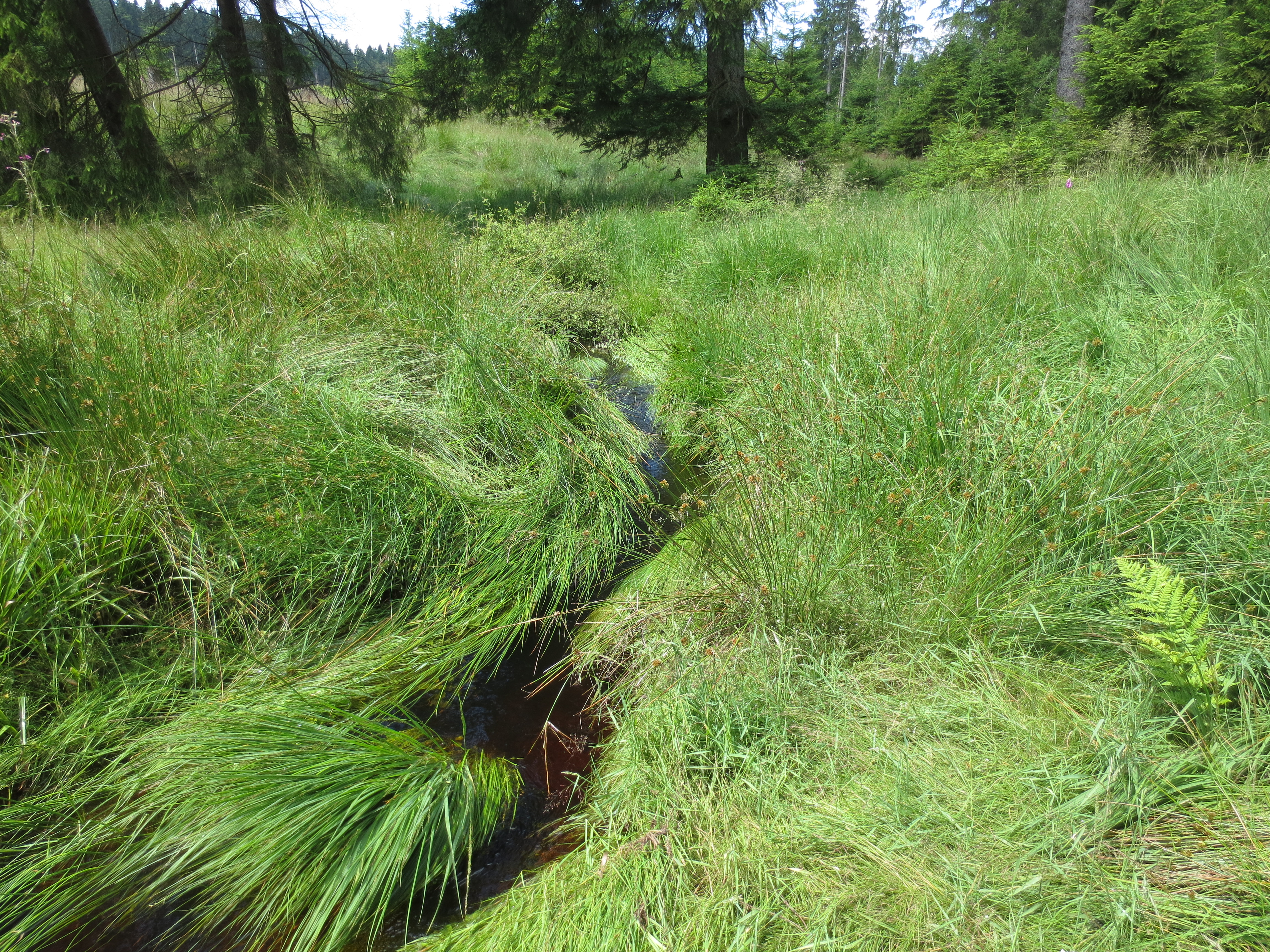
河景（3）
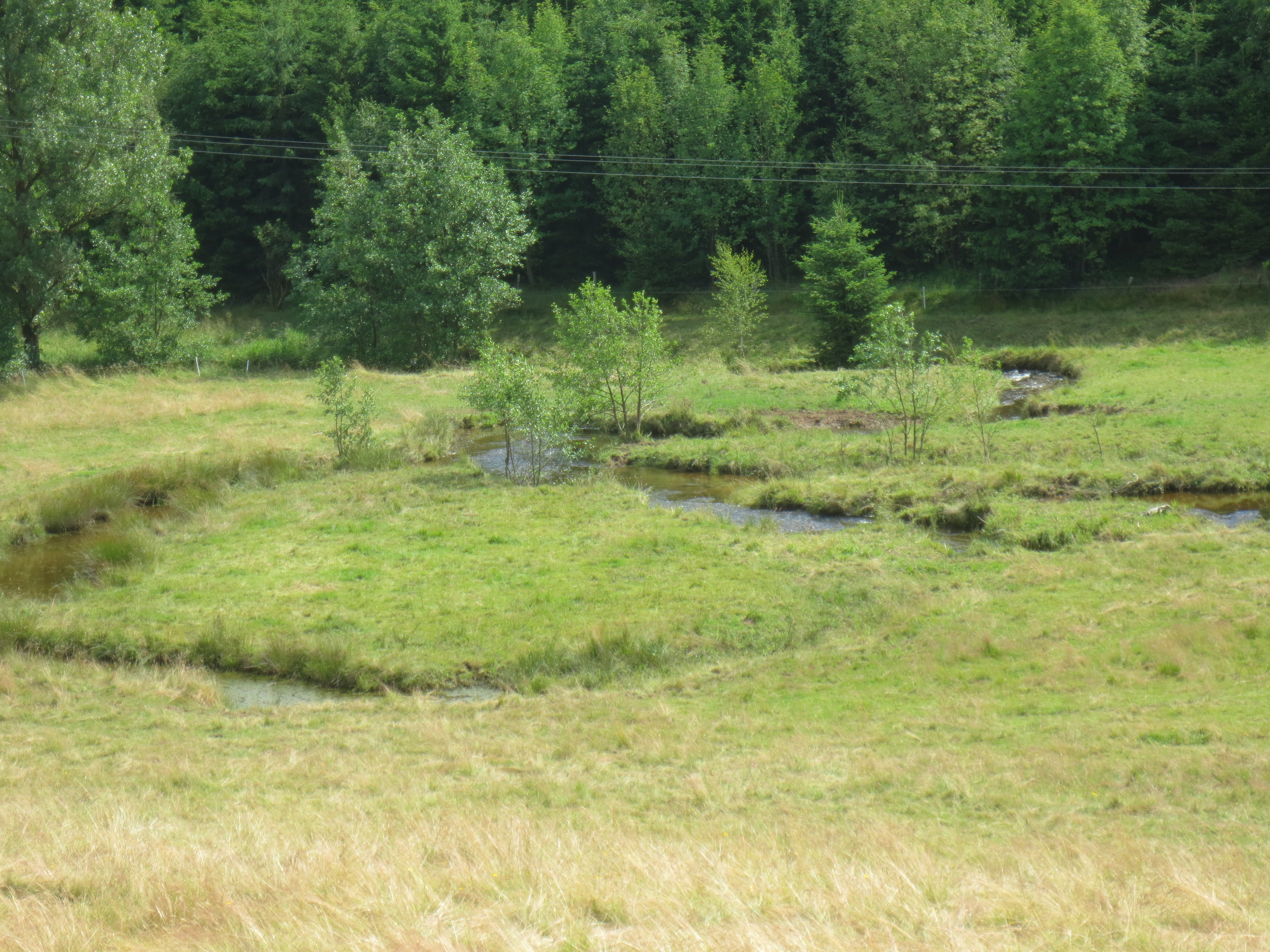
河景（4）